# BBC地球伝説
『BBC地球伝説』（ビービーシーちきゅうでんせつ）は、BS朝日で放送されていたドキュメンタリー番組。
英国放送協会（BBC）が制作したドキュメンタリー番組を日本語版に編集して放送している。二か国語放送が実施されている。

## 番組概要
BSデジタル開局当初の、2000年12月1日から放送されていた長寿番組である。2013年9月までは、ドキュメンタリー番組での帯番組として編成されていた。
番組では番組タイトルを記したチャンネルロゴ表示が表示されている（BS朝日の各番組には多く用いられている）。また、提供クレジットでは一部の企業のロゴマークが色付きで表示される。
番組開始以来、長らく月～金曜日の週5回放送であったが、2012年4月から金曜日の放送が無くなり、月～木曜日の放送となった。
2013年10月からは、毎週火曜日の週1回放送に縮小。その一方で放送枠は倍の2時間に拡大し、1時間の作品を2本立てで放送するようになった。
2015年3月31日をもって、14年余り続いた放送を終了。これにより、BS朝日開局当初から放送されている番組は、定時ニュースの『News Access』のみとなる。なお、BBC制作のドキュメンタリー番組は、2015年4月4日開始の『ネイチャードキュメント 奇跡の地球紀行』において、不定期ではあるが引き続き放送されている。

## 内容
主に歴史や自然などをテーマにして放送している。また、ドキュメンタリー番組としてだけでなく、紀行番組の体裁を併せ持つ。

## 取り上げた主なテーマ
- 地球温暖化
- ギリシャ神話
- 世界四大文明
  - エジプト文明
- ルネサンス
- イエス・キリスト
- 恐竜

## 放送時間
- 2000年12月 - 2012年3月
  - 月曜日 - 金曜日 20:00 - 20:54
- 2012年4月 - 2013年9月
  - 月曜日 - 木曜日 20:00 - 20:54
- 2013年10月 - 2015年3月
  - 火曜日 19:00 - 20:54

年末年始は放送が休止となる。また、例年8月の『全国高校野球選手権大会中継』期間中、中継の放送時間が延長になる場合、放送時間が繰り下げあるいは放送休止となることがあった。